# Ana de Aumale
Ana de Aumale ou Ana de Lorena (1600 - 10 de fevereiro de 1638), foi duquesa de Aumale de 1618 a 1638. Ela era filha de Carlos I de Aumale, duque de Aumale e Maria de Lorena-Elbeuf.

## Casamento e Descendência
Em 18 de abril de 1618 casou-se com Henrique I de Saboia-Nemours, Duque de Némours, com quem teve quatro filhos:
- Luís de Saboia-Nemours (1615 - 1641), duque de Nemours e de Aumale.
- Francisco Paulo (1619 - 1627).
- Carlos Amadeu de Saboia-Nemours (1624 -1652), duque de Nemours e de Aumale.
- Henrique (1625 - 1659), Henrique II de Saboia-Nemours, foi Arcebispo de Reims antes de se casar com Maria de Orleães-Longuevila.

Em consequência deste casamento, ela recuperou o ducado de Aumale que havia sido confiscado de seu pai, Carlos I de Aumale.